# جيلبرت ملكي
جيلبرت ملكي (بالفرنسية: Gilbert Melki)‏
```
(و. 
1958
 – 
م
)
[
3
]
 هو 
ممثل
 من 
فرنسا
 . ولد في 
باريس
.
[
1
]
[
4
]
```

## روابط خارجية
- جيلبرت ملكي على موقع IMDb (الإنجليزية)
- جيلبرت ملكي على موقع قاعدة بيانات الأفلام العربية
- جيلبرت ملكي على موقع ألو سيني (الفرنسية)
- جيلبرت ملكي على موقع أول موفي (الإنجليزية)
- جيلبرت ملكي على موقع قاعدة بيانات الأفلام السويدية (السويدية)
- جيلبرت ملكي على موقع قاعدة بيانات الفيلم (الإنجليزية)
- جيلبرت ملكي على موقع كينوبويسك (الروسية)